# Бжежини
Бжежѝни (на полски: Brzeziny) е град в Централна Полша, Лодзко войводство. Административен център е на Бжежински окръг, както и на селската Бжежинска община, без да е част от нея. Самият град е обособен в самостоятелна градска община с площ 21,58 км2.

## Църква „Св. Николай“
В града се намира Църквата „Свети Николай“ – дървена римокатолическа енорийска църква, построена през XV в. През 1936 г. и 1954 г. тя е вписана в регистъра на паметниците на културата. Включена е в Подкарпатския маршрут на дървената архитектура.

Църквата вероятно е построена през втората половина на XV в. по инициатива на Станислав Рокош от герба Остоя, който по това време е собственик на селото. Църквата е спомената през 1470 г. и е осветена през 1501 г. Църквата е основно преустроена през 1772-1777 г. по инициатива на енорийския свещеник. През XIX и началото на XX в. църквата е ремонтирана многократно. Църквата предлага виртуална разходка на интернет-страницата си (виж тук).
- Църква „Св. Николай“
- Западна фасада
- Предна фасада
- Изглед от север